# Challenger de Roseto degli Abruzzi
El Challenger di Roseto degli Abruzzi es un torneo profesional de tenis. Pertenece al ATP Challenger Tour. Se juega desde el año 2022 sobre pistas de tierra batida al aire libre, en Roseto degli Abruzzi, Italia.

## Palmarés

### Individuales
| Año     | Campeón         | Finalista         | Resultado        |
| ------- | --------------- | ----------------- | ---------------- |
| 2022-I  | Carlos Taberner | Nuno Borges       | 6–2, 6–3         |
| 2022-II | Manuel Guinard  | Chun-hsin Tseng   | 6–1, 6–2         |
| 2023    | Filip Misolic   | Raphaël Collignon | 4–6, 7–5, 7–6(6) |

### Dobles
| Año     | Campeones                       | Finalistas                          | Resultado         |
| ------- | ------------------------------- | ----------------------------------- | ----------------- |
| 2022-I  | Hugo Nys Jan Zieliński          | Roman Jebavý Philipp Oswald         | 4–6, 6–3, [10–5]  |
| 2022-II | Franco Agamenone Manuel Guinard | Ivan Sabanov Matej Sabanov          | 7–6(2), 7–6(3)    |
| 2023    | Dan Added Titouan Droguet       | Jacopo Berrettini Andrea Pellegrino | 6–2, 1–6, [12–10] |